# Adrien Van Helden
Pour les articles homonymes, voir Van Helden.
Adrien Van Helden, né le 18 avril 1746 à Werkendam (Pays-Bas), est un général hollandais au service de la France et du royaume de Hollande.

## Biographie
Entré comme volontaire dans le régiment d'infanterie de Holstein en mars 1762, Adrien Van Helden passe dans le génie comme officier le 5 juin 1767. Lieutenant ingénieur en 1768 puis capitaine ingénieur en 1779, il est en juin 1783, aide-de-camp à l'état-major du général Du Moulin, qui commande le corps du génie des Provinces-Unies. Repassé dans l'infanterie comme major du régiment d'Ouderweiter, il combat en 1787 le stathouder, et doit se réfugier en France après l'échec du soulèvement.
Entré au service de la France dans le régiment Royal-Liégeois comme major, il est blessé lors de l'affaire de Nancy en 1790. Lieutenant colonel le 6 novembre 1791, il passe comme adjudant-général à l'armée du Rhin le 13 avril 1792 et est promu maréchal de camp le 20 septembre 1792. Passé à l'armée des Vosges, le général Custine lui confie le commandement de la garnison française de Francfort-sur-le-Main . Il est fait prisonnier lors de l'assaut mené par les troupes prussiennes et hessoises le 2 décembre.
Il retourne au service de la République batave en 1796 et est fait lieutenant général le 26 février 1805. Il occupe divers commandement territoriaux et de défense des côtes jusqu'à sa retraite, le 1er janvier 1811.